# Somalopyrgus rotundipennis
Somalopyrgus rotundipennis is een rechtvleugelig insect uit de familie Pyrgomorphidae. De wetenschappelijke naam van deze soort is voor het eerst geldig gepubliceerd in 1964 door Kevan & Akbar.